# سازمان نظام روان‌شناسی و مشاوره
سازمان نظام روان‌شناسی و مشاوره یکی از سازمان‌های غیردولتی و مستقل در ایران است که به منظور تلاش برای ارتقای سطح دانش روان‌شناسی و مشاوره، حمایت از حقوق مراجعان به روانشناسان و مشاوران و حمایت از حقوق صنفی روانشناسان و مشاوران تشکیل شده‌است.

## ریاست
ریاست سازمان نظام روانشناسی و مشاوره نظام جمهوری اسلامی ایران را هم اکنون محمد حاتمی بر عهده دارد. عباسعلی اللهیاری، غلامعلی افروز و علی فتحی آشتیانی در دوره‌های مختلف، ریاست سازمان را بر عهده داشته‌اند. ریاست سازمان توسط اعضای شورای مرکزی تعیین و انتخاب می‌گردد و به رئیس‌جمهور معرفی می‌شود، سپس ریاست سازمان را رئیس‌جمهور با ارائه حکم به سازمان نظام روان‌شناسی و مشاوره منصوب می‌کند.

## شورای مرکزی
اعضای شورای مرکزی سازمان نظام روان‌شناسی و مشاوره در دوره‌های چهار ساله به صورت رأی‌گیری توسط اعضای سازمان تعیین می‌گردند. شورای مرکزی شامل شش نامزد برگزیده روان‌شناسی، پنج عضو نامزد برگزیده گروه مشاوره، سه نامزد برگزیده هیئت بازرسان می‌باشد. همچنین شورای مرکزی شامل دو عضو از وزارت علوم و بهداشت است که توسط وزرای مربوطه معرفی می‌شوند. یکی از وظایف نمایندگان وزرا در سازمان نظام روان‌شناسی و مشاوره ارائه گزارش برای مقام وزارت است. نمایندگان وزرا نیز حق رأی در جلسات شورای مرکزی را دارند.

## وظایف
صدور شماره نظام و پروانه کار برای اعضای سازمان (روان‌شناسان و مشاوران)، نظارت بر کیفیت کار تخصصی، پیشنهاد تعیین یا تجدید نظر در تعرفه خدمات روان‌شناسی و مشاوره به هیئت دولت جهت تصویب و انتشار آثار و برگزاری همایش‌های تخصصی، از مهم‌ترین وظایف این سازمان است.

## عضویت
تمام افرادی که دارای کارشناسی ارشد یکی از رشته‌های مرتبط با روان‌شناسی و مشاوره باشند، می‌توانند عضو سازمان شوند.

## پروانه
کلیه افرادی که در مقطع کارشناسی ارشد در یکی از رشته‌های مرتبط با روان‌شناسی و مشاوره شروع به تحصیل کرده اند می توانند پس از قبولی در آزمون حرفه ای پروانه کسب نماییند